# Astsäge

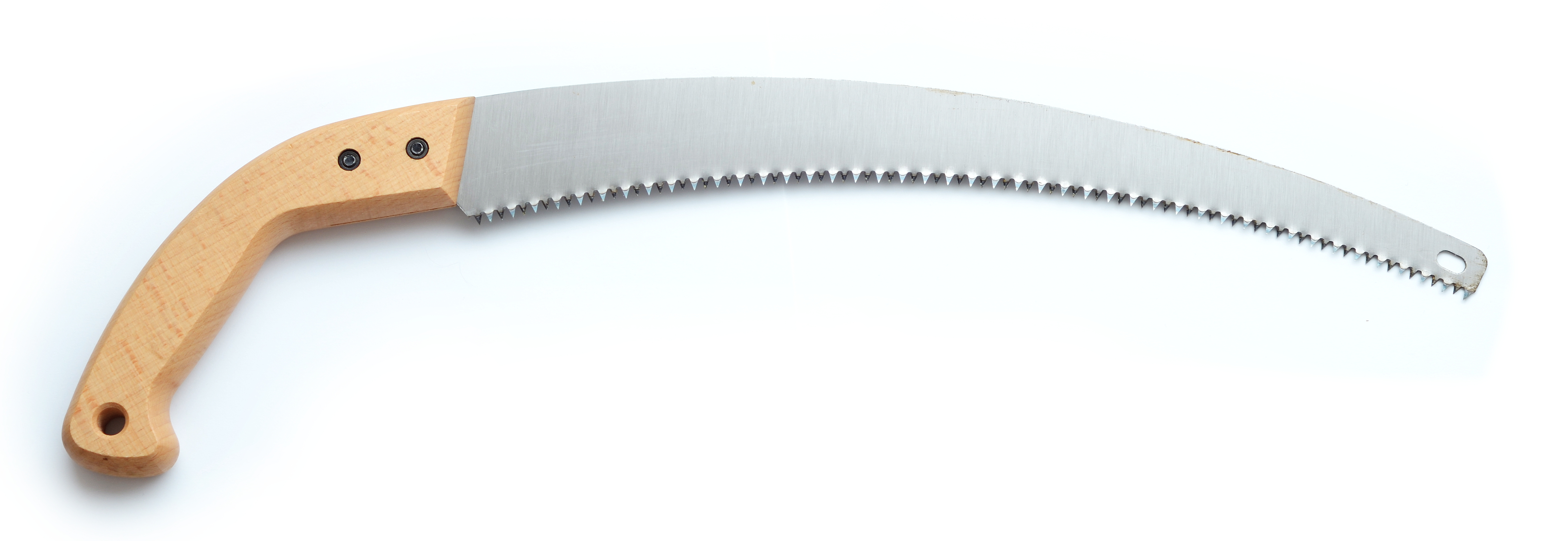
Astsäge mit gebogenem Sägeblatt

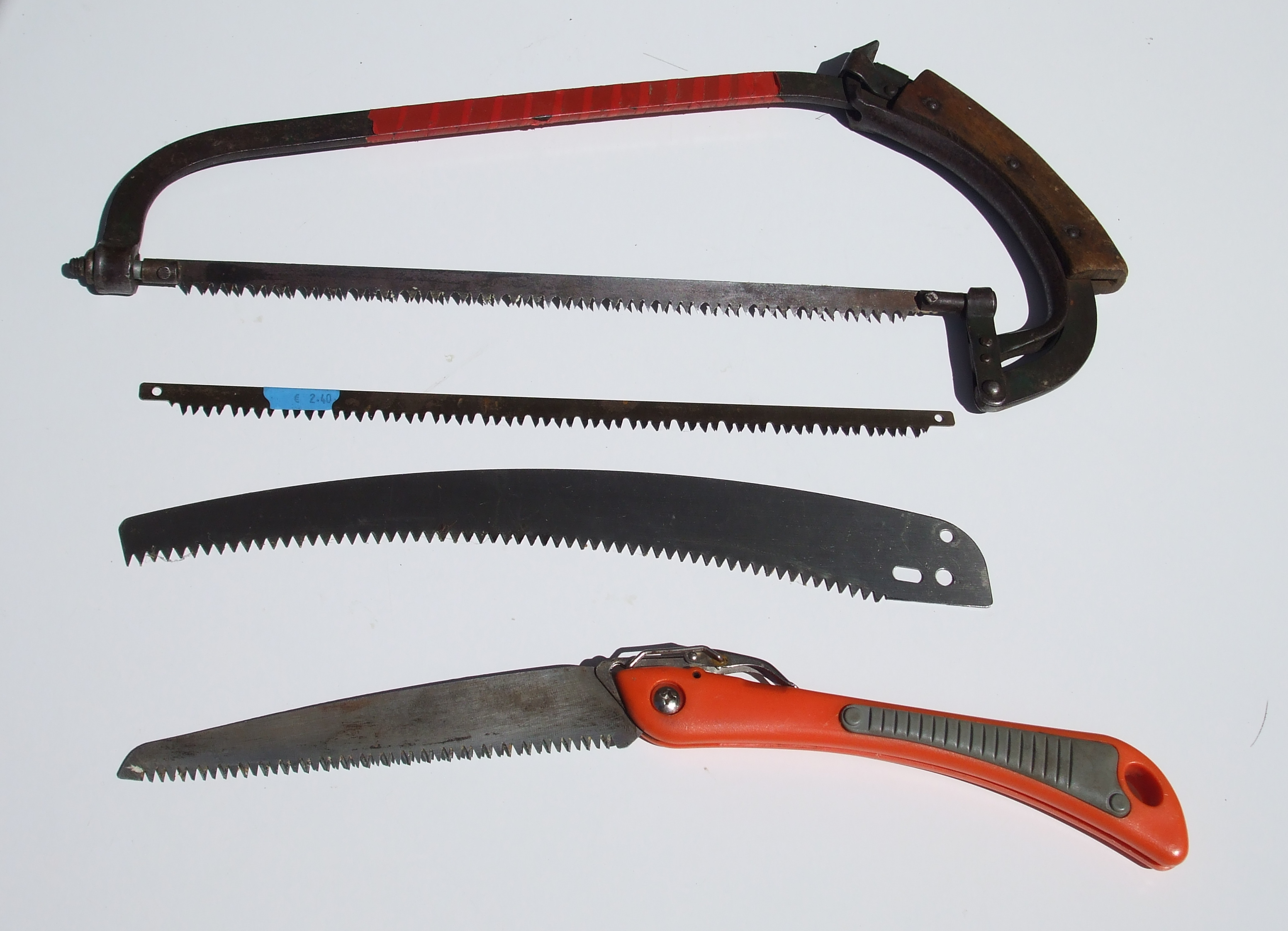
Astsäge, Ersatzblatt, gebogenes Sägeblatt, Klappsäge

Astsägen oder Baumsägen werden bei der Pflege von Bäumen zum Schneiden von Ästen oder beim Fällen von kleinen Bäumen benutzt.
Zahnteilung und -geometrie des Sägeblatts sind auf das Sägen des im Saft stehenden Holzes abgestimmt. Es gibt Ausführungen, die auf Druck oder auf Zug oder aber auch gleichzeitig auf Druck und auch auf Zug schneiden. An den Sägeblättern können sich zusätzliche Zug- und Druckhaken mit oder ohne Schneiden befinden.
Zum schnellen Abtrennen von dickeren Ästen oder von Stämmen werden meist Bügelsägen mit gespanntem, dünnen Sägeblatt verwendet. Zum Arbeiten an beengten Stellen eignen sich eher Sägen mit einseitig gehaltenem, ungespanntem Sägeblatt, die einem Fuchsschwanz ähneln, jedoch mit einem schmaleren und dafür stärkeren Sägeblatt ausgestattet sind.

## Ausführungen
- Spezielle Sägeblätter mit tief eingeschnittenen Räumzähnen zum besseren Entfernen der Sägespäne aus dem Sägeschnitt werden auch Frischholz- oder Nassholzsägeblätter genannt.
- Eine durchschnittliche Astsäge hat einen Einhandgriff aus Kunststoff oder Holz, eine Blattlänge von 300 Millimetern, eine Zahnweite von drei Millimetern und einen Köcher mit Gürtelschlaufe für die Aufbewahrung und den Transport der Astsäge.
- Astsägen gibt es auch als Schiebe- oder Klappsägen, die es ermöglichen, die Zähne des Sägeblattes nach Gebrauch zum Schutz im Griff zu verbergen.[2]
- Stangensägen sind Astsägen mit langem Stiel und gegebenenfalls mit Teleskopstiel für große Reichweiten.